# Paul Lormier
Pour les articles homonymes, voir Lormier.
Philippe Georges Paul Lormier, né à Paris le 15 mai 1813 et mort à Paris le 6 juillet 1895, est un dessinateur de costumes français.

## Biographie
Fils de Philippe Henri Pierre Lormier et de son épouse née Aldégonde Sophie Barthelemy, Paul Lormier fut dessinateur et chef de l'habillement à l’Opéra de 1828 à 1875 ; il dessina les costumes de scène des opéras et ballets plus marquants de son époque, parmi lesquels :
- 1832 : La Tentation, ballet-opéra de Jacques Fromental Halévy, chor. de Jean Coralli
- 1833 : Gustave ou le Bal masqué, opéra de Daniel Auber, chor. de Filippo Taglioni
- 1835 : La Juive, opéra d’Eugène Scribe et Jacques Fromental Halévy
- 1841 : Giselle, ballet d'Adolphe Charles Adam, chor. de Jean Coralli et Jules Perrot[4]
- 1843 : La Péri, ballet de Friedrich Burgmüller, chor. de Jean Coralli
- 1870 : Coppélia, ballet de Léo Delibes, chor. d’Arthur Saint-Léon

Le romantisme entraîna un grand intérêt pour l’histoire. Le directeur de l’Opéra Louis Véron comprit la nécessité d’investir dans les décors et les costumes, pour attirer le public en répondant à cet engouement. Par ailleurs, les drames romantiques, les opéras et les ballets de l’époque, situés dans des époques ou des pays lointains, étaient particulièrement riches en couleur locale et offraient l’occasion d’un déploiement de costumes variés.
Le propos de Lormier fut de respecter le plus possible la vérité historique ainsi qu’ethnologique des costumes, se consacrant à des recherches minutieuses et n’hésitant pas à  se rendre à l’étranger pour se documenter, comme ses nombreuses esquisses  prises sur place l’attestent. Il deviendra, lors d’une cinquantaine d’années d’activité, de 1828 à 1875, un grand spécialiste du costume historique. Ses contemporains l'acclamèrent surtout pour la précision historique des costumes réalisés pour La Juive, d’Eugène Scribe et Jacques Fromental Halévy, ainsi que pour l'attrait des costumes médiévaux de Giselle.
Ce souci de vérité ne fut pas toujours récompensé. À l’occasion d’une représentation du Misanthrope de Molière au château de Versailles, en 1832, la reproduction fidèle que Lormier avait réalisée des costumes de l’époque de Louis XIV fut accueillie avec froideur, comme le relatent les critiques de l’époque. Le journaliste Édouard Thierry, qui plus tard devait devenir administrateur de la Comédie-Française se montra déçu :

« Les costumes vrais m'ont dépaysé, je n'ai pas reconnu Molière »

— Revue du Théâtre, juin 1837
Paul Lormier épousa Victorine Mulotin.

## Costumes du balletGiselle

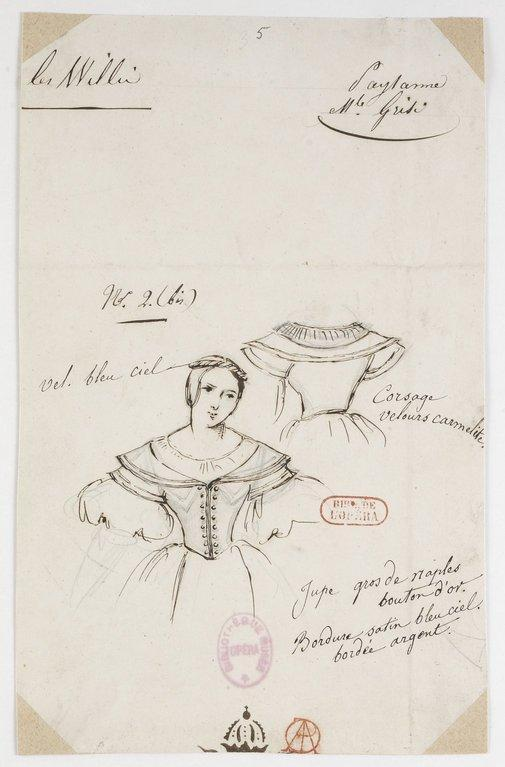
Giselle.
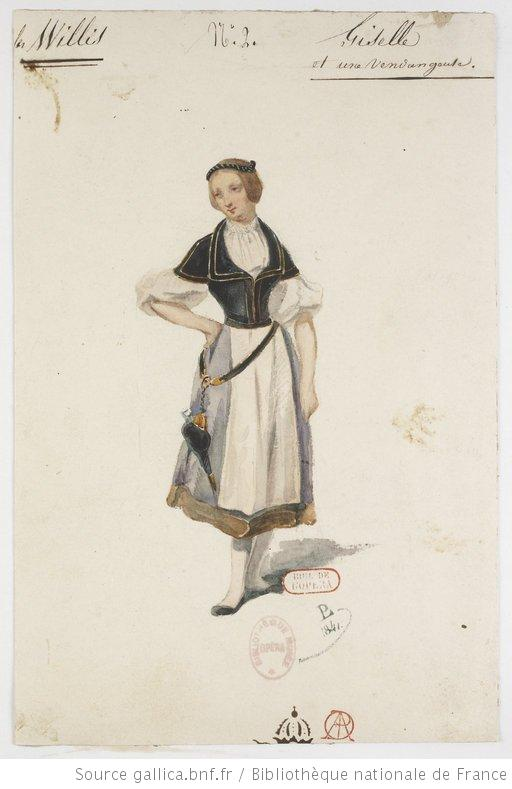
Giselle en vendangeuse.
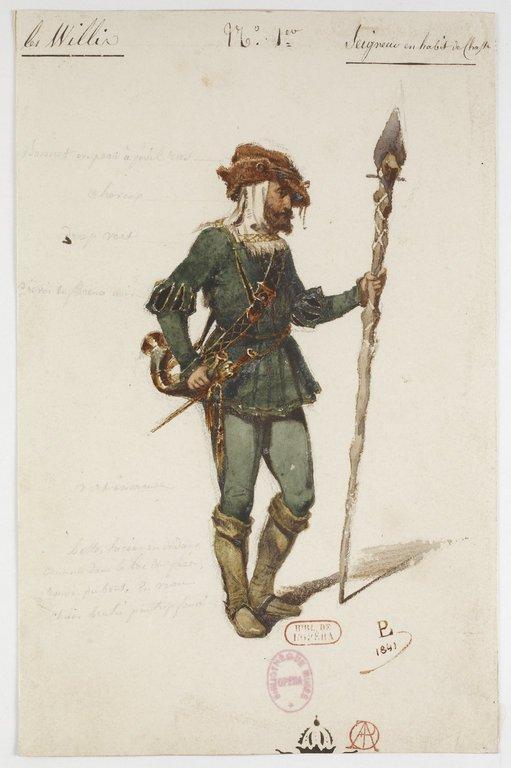
Un seigneur en costume de chasse.

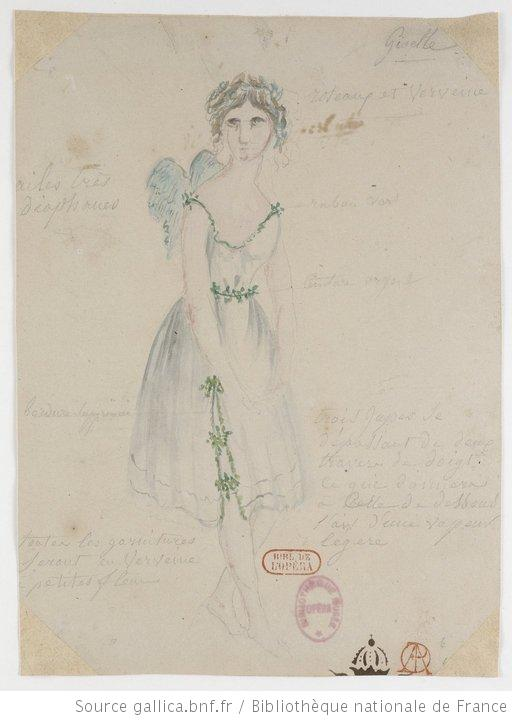
Giselle en willi.
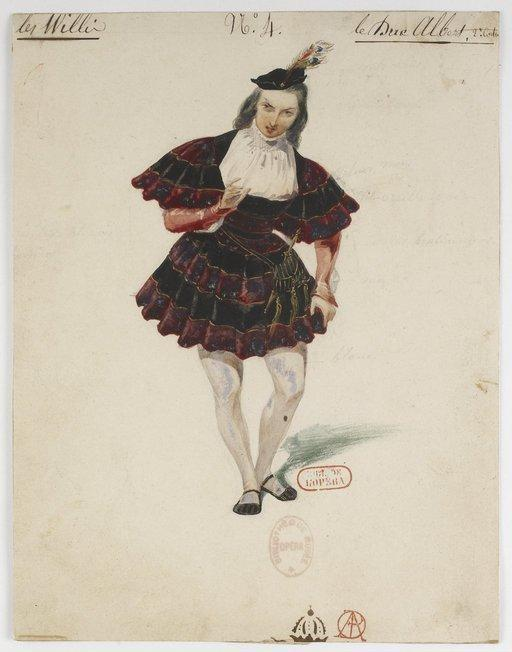
Albrecht.
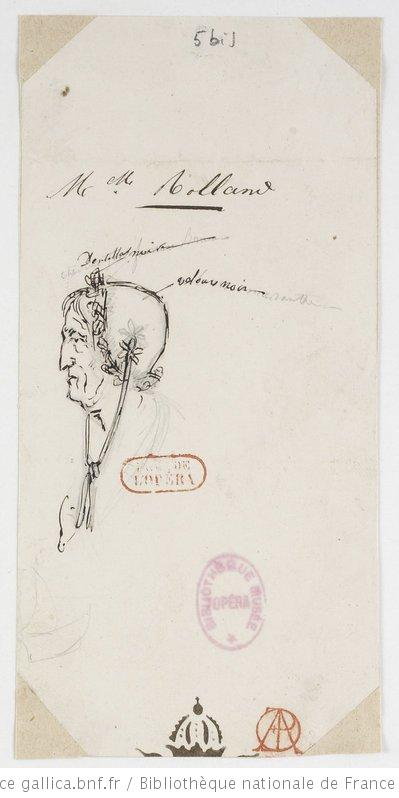
Berthe.